# حوار اجتماعي
الحوار الاجتماعي (بالفرنسية:  dialogue social)‏ يغطي أي شيء يعزز التفاهم بين مختلف مكونات المجتمع.

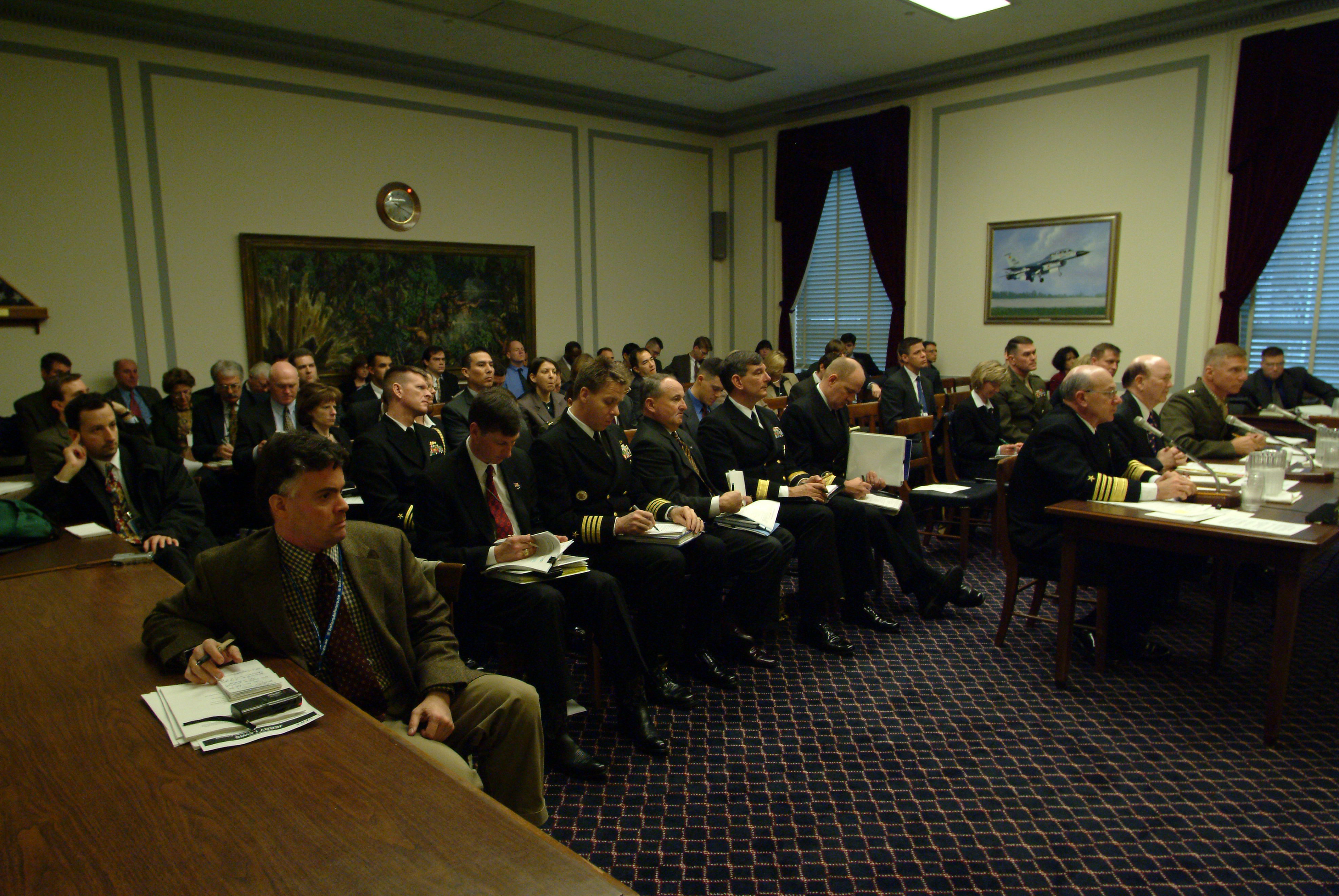
صورة تمثل حوار إجتماعي في القانون.

الحوار الاجتماعي وفق منظمة العمل الدولية يشمل جميع أنواع التفاوض أو التشاور أو ببساطة تبادل المعلومات بين ممثلي الحكومات وأصحاب العمل والعمال بشأن القضايا ذات الاهتمام المشترك المتعلقة بالسياسة الاقتصادية والاجتماعية.

## في القانون
يمثل ولا سيما الحوار بين الشركاء الاجتماعيين : الحكومة وأصحاب العمل والعمال. إجراءات جديدة مثل تلك جرينيل منتدى البيئة في جرينيل الأمواج، أو من جرينيل البحر أدت إلى الحوار الاجتماعي مباشرة تشمل موظفي الخدمة المدنية.

### في قانون العمل
الحوار الاجتماعي وهي تستخدم أساسا إلى جعل الاتفاقات الجماعية بين مختلف فروع النشاط.

### في خدمة عامة
الحوار الاجتماعي المنصوص عليه صراحة في النظام الأساسي لكل من ثلاث وظائف عامة بطريقتين :
- المساومة مع الدولة و النقابات من موظفي الخدمة المدنية، لا سيما في مسألة تنقيح شبكات مؤشر. نتائج التفاوض ، أو حتى الفشل ، يجب أن يتم نسخها بمرسوم في مجلس الدولة.
- الهيئات المشتركة مثل اللجان الإدارية المشتركة اللجان الفنية المشتركة من لجان الصحة والسلامة العليا نصائح لكل من الوظائف العامة. رأي استشاري وليس ملزما بأي طريقة السلطة الإدارية.